# 瑟尼耶-圣索沃尔
瑟尼耶-圣索沃尔（法語：Senillé-Saint-Sauveur，法語發音：[sənije sɛ̃ sovœʁ]）是法国新阿基坦大区维埃纳省的一个市镇，位于该省北部，沙泰勒罗市区，属于沙泰勒罗区和沙泰勒罗地区城市圈公共社区。

## 历史
瑟尼耶-圣索沃尔成立于2016年1月1日，由瑟尼耶和圣索沃尔两个市镇合并而成，其中后者为政府驻地。

## 地理
瑟尼耶-圣索沃尔（46°48'33"N, 0°37'26"E）面积50.31 平方千米，位于法国新阿基坦大区维埃纳省，该省份为法国中西部省份，北起曼恩-卢瓦尔省和安德尔-卢瓦尔省，西接德塞夫勒省，南至夏朗德省，东南接上维埃纳省，东临安德尔省。
与瑟尼耶-圣索沃尔接壤的市镇（或旧市镇、城区）包括：瓦雷、迈雷、库赛莱布瓦、莱涅莱布瓦、舍讷韦勒、蒙图瓦龙、阿瓦耶昂沙泰勒罗、沙泰勒罗。
瑟尼耶-圣索沃尔的时区为UTC+01:00、UTC+02:00（夏令时）。

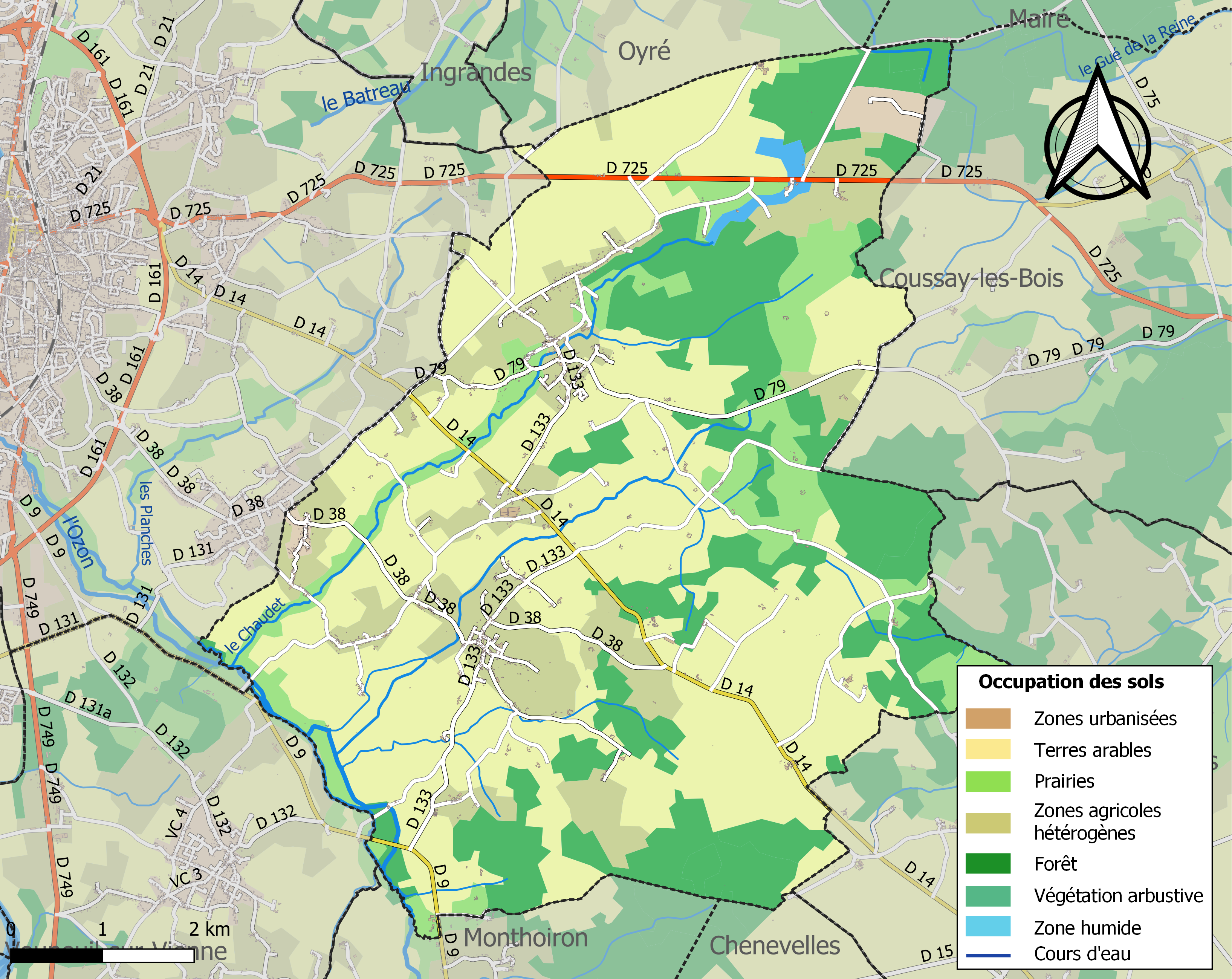
瑟尼耶-圣索沃尔的OSM定位图

## 行政
瑟尼耶-圣索沃尔的邮政编码为86100，INSEE市镇编码为86245。

## 政治
瑟尼耶-圣索沃尔所属的省级选区为沙泰勒罗第三县。

## 人口
瑟尼耶-圣索沃尔于2022年1月1日时的人口数量为1724人。